# Selenicereus pteranthus f. macdonaldeae
Selenicereus pteranthus f. macdonaldeae ist eine Form der Pflanzenart Selenicereus pteranthus in der Gattung Selenicereus aus der Familie der Kakteengewächse (Cactaceae). Das Epitheton macdonaldeae ehrt Frau General MacDonald, die Pflanzenmaterial aus Honduras nach Kew sandte.

## Beschreibung
Selenicereus pteranthus f. macdonaldeae wächst ausgestreckt oder kletternd und wird bis zu 8 Meter lang. Aus den glänzend grünen, oft mit einem purpurnen Hauch, Trieben von 1 bis 1,5 Zentimetern Durchmesser entspringen Luftwurzeln. Auf ihren 5 bis 7 Rippen befinden sich 2 bis 3 Millimeter hohe, abstehende und abgeflachte Höcker. Die Areolen sind braun, die wenigen Dornen bis zu 2 Millimeter lang.
Die Blüten sind 30 bis 36 Zentimeter lang und erreichen Durchmesser von 22 bis 26 Zentimetern. Ihre äußeren schmalen Blütenhüllblätter sind hell bronzefarben bis mehr gelblich, die inneren sind reinweiß und breiter. Das Perikarpell und die Blütenröhre sind mit Schuppen, Dornen und Haaren bedeckt. Die länglich eiförmigen, roten, gehöckerten Früchte sind ziemlich dicht bedornt. Sie werden bis zu 8 Zentimeter lang.

## Verbreitung und Systematik
Selenicereus pteranthus f. macdonaldeae ist nur von kultivierten Exemplaren bekannt. In ihrem in der Erstbeschreibung als Honduras angegebenen Verbreitungsgebiet wurde die Art bisher nicht aufgefunden.
Die Erstbeschreibung als Cereus macdonaldiae wurde 1853 von William Jackson Hooker veröffentlicht. Ralf Bauer stellte die Art 2003 als Form zur Art Selenicereus pteranthus. Ein weiteres nomenklatorisches Synonym ist Selenicereus macdonaldiae (Hook.) Britton & Rose  (1909).

## Nachweise